# Cassia costata
Cassia costata är en ärtväxtart som beskrevs av J.F.Bailey och Cyril Tenison White. Cassia costata ingår i släktet Cassia och familjen ärtväxter. Inga underarter finns listade i Catalogue of Life.